# Laguna Hills
Laguna Hills – miasto w Stanach Zjednoczonych, w stanie Kalifornia, w hrabstwie Orange. Według spisu ludności przeprowadzonego przez United States Census Bureau, w roku 2010 miasto Laguna Hills miało 31 178 mieszkańców.